# Eduard Genovés i Olmos
Eduard Genovés i Olmos (Xàbia, 16 de maig de 1882-Burjassot, 12 de febrer 1922) fou un prevere, bibliògraf i poeta en valencià, soci de mèrit de Lo Rat Penat. És, junt amb Francesc Martínez Miret i Gonçal Vinyes —igualment religiosos—, un dels anomenats «poetes de l'esperança».

## Vida
Eduard Genovés va nàixer a Xàbia (la Marina Alta) el 16 de maig de 1882, fill de Josep Salvador Genovés i Burgues i de Maria Assumpció Olmos i Moreno, tots dos naturals de València. Va fer la carrera eclesiàstica: ingressà com a becari al Col·legi del Corpus Christi de València el 1904, cursà el batxillerat de Ciències i es va doctorar en Teologia. Fou ordenat sacerdot i ocupà diversos càrrecs a la diòcesi.
Ben aviat va col·laborar com a escriptor en revistes i publicacions com L'Altar del Mercat (on s'inicià com a poeta), València, Anunciador Valencia o Visca València, i posteriorment ho feu en d'altres com Lo Rat Penat, Las Provincias o Diario de Valencia. Com a poeta va cultivar els temes religiosos. El 1913 va obtindre el primer premi als Jocs Florals de la Joventut Catòlica; l'any següent, la viola d'or als de Lo Rat Penat, i el 1915 fou nomenat Mestre en Gai Saber. Aconseguí tres premis més als Jocs Florals de 1919, 1920 i 1921. També fou home interessat en la història del País Valencià; l'obra Sobre l'expulsió dels moriscos de la Vall de Guadalest li valgué el títol de soci de mèrit de Lo Rat Penat.
Genovés va morir a Burjassot el 12 de febrer de 1922, als trenta-nou anys. Les seues despulles van ser inhumades al Cementeri General de València.

## Obra
- Comandant per capità (València, 1911), «drama històric en tres actes i en vers» sobre la Tercera Guerra Carlina.
- Catàleg descriptiu de les obres impreses en llengua valenciana des de 1474 fins 1910 (València, 1911-1914), quatre volums i addicions.

- Embajada de moros y cristianos (València, 1913), en ocasió de les festes de la Mare de Déu del Roser (Moros i Cristians) de Fontanars, en castellà.[4]
- Práctica parroquial (València, 1914), en castellà.[3]

- Poesies (València, 1915).[2]